# Fernando Mendes Rosas
Fernando José Mendes Rosas (Lisboa, 18 de abril de 1946) es un político, periodista e historiador portugués, dirigente del Bloco de Esquerda. 

## Biografía
Rosas estudió en el instituto Pedro Nunes y en 1961 ingresó en la escuela de cuadros del Partido Comunista Portugués (PCP), partido en el que militaría. 
Ingresó en la Facultad de Derecho de Universidad de Lisboa ya siendo un activo militante comunista. Fue arrestado durante la ola represiva del régimen salazarista en enero de 1965, mientras dirigía la asociación estudiantil de su facultad. La dictadura arrestó a docenas de activistas de las principales organizaciones de estudiantes. Fue juzgado y encarcelado, permaneciendo durante un año y tres meses en una instalación correccional. En ese periodo se implicó en las actividades de apoyo a los dirigentes políticos encarcelados. 
Los acontecimientos de Mayo de 1968 y la Primavera de Praga, le llevaron a optar por el abandono de su militancia en el PCP. Participó en la primera manifestación pública contra la Guerra de Vietnam, y siguió implicado en la pujante oposición democrática estudiantil. En agosto de 1971 fue arrestado por segunda vez y llevado al cuartel general de la PIDE, donde fue sometido a tortura y condenado a una nueva pena de catorce meses. 
Tras su salida de prisión retornó a la actividad antifascista. En marzo de 1973 se implicó en la campaña de acusación por el asesinato del político nacionalista y revolucionario africano, Amílcar Cabral. Tras una nueva detención a manos de la PIDE, se fugó y pasó a la clandestinidad hasta el estallido de la Revolución de los Claveles, el 25 de abril de 1974. Implicado desde entonces en la izquierda revolucionaria, dirigió hasta 1979 el periódico Luta Popular (Lucha Popular), órgano del maoísta Partido Comunista de los Trabajadores Portugueses / Movimiento Reorganizativo del Partido del Proletariado (PCTP-MRPP), formación de la que sería expulsado por discrepancias políticas.
En 1981 retornó a la universidad y comenzó a dedicarse profesionalmente al periodismo. Coordinó la sección de Historia del Diário de Notícias y su suplemento cultural. Su colaboración con DN se mantuvo hasta 1992, cuando se integró en la redacción del periódico Público. 
En 1986 finalizó el doctorado en Historia contemporánea. Fue invitado como profesor asistente a la Facultad de Ciencias Sociales y Humanidades de la Universidad Nueva de Lisboa. En 1990 obtuvo su doctorado en Filosofía y ejerce actualmente como presidente del Instituto de Historia Contemporánea, asesor histórico de la Fundación Mário Soares y editor de la revista Historia.
En su faceta política, en 1996 fue miembro del Comité Político de apoyo a la candidatura presidencial del socialista Jorge Sampaio y en 1999 participó en la fundación del Bloco de Esquerda, perteneciendo a su Comisión Permanente desde entonces. Fue candidato en las elecciones presidenciales de 2001 por el BE, obteniendo el 2,9% de los votos. Es diputado de la Asamblea de la República por el distrito de Setúbal.
En 2006 se le concedió el título de Comendador de la Gran Cruz de la Orden de la Libertad.

## Obras
- Salazar e o Salazarismo (dir.), 1989.
- O Estado Novo, 1994.
- Dicionário de História do Estado Novo (dir.), 1995-96.
- Portugal Século XX. Pensamento e Acção Política, 2004.

- Datos: Q5444915
- Multimedia: Fernando Rosas / Q5444915